# Curs d'economia domèstica
El curs d'economia domèstica va ser un ensenyament creat per la Mancomunitat de Catalunya el gener de 1919, a partir de les experiències de les escoles més importants a altres països, com França, Suïssa i Itàlia, amb la finalitat de formar a les dones en el treball domèstic.
El conseller tècnic del Consell de Pedagogia, Eladi Homs, va proposar crear una beca d'economia domèstica durant tres anys perquè la persona titular ampliés la seva formació en institucions docents com l'Escola d'Infermeres, l'Escola Superior d'Agricultura, l'Institut de Química Aplicada, el Laboratori de Biologia, l'Escola Professional de la Dona o l'Institut de Cultura. També en escoles d'economia domèstica de l'estranger. Aquesta persona va encarregar-se de formar un equip de material didàctic i científic d'ús personal amb l'objectiu de propagar aquests ensenyaments en les poblacions i viles que manquessin de recursos de cultura. I finalment va haver de formular un pla de treball general.
Va nomenar-se Concepció Farran Comas per a dirigir aquests ensenyaments, que bàsicament van organitzar-se a través de conferències i cursos itinerants. Els continguts de les lliçons, impartits per la directora i dues professores auxiliars, tractaven d'una àmplia temàtica, des del conreu de les flors fins a puericultura, passant per la higiene personal, la casa, la roba o l'alimentació. Entre 1921 i 1923 es feren cursos d'ensenyament domèstics a Vilanova i la Geltrú, Sallent, Canet de Mar, el Poblenou (Barcelona), les Borges Blanques, Valls, Lleida, Figueres, Vendrell, la Garriga, Terrassa, els Hostalets d'en Bas i Balaguer.